# Gesetz zur Neugliederung des Kreises Detmold
Das Gesetz zur Neugliederung des Kreises Detmold vom 2. Dezember 1969 umfasst die Gebietsreform für das Gebiet des damaligen Kreises Detmold und Randgebiete der Kreise Lemgo (beide heute: Kreis Lippe) und Höxter im Regierungsbezirk Detmold auf kommunaler Ebene. Das Gesetz trat am 1. Januar 1970 in Kraft.

## Kurzbeschreibung
| I. Abschnitt  | Gebietsänderungen im Bereich der Gemeinden |
| § 1           | Zusammenschluss der Stadt Lage mit den Gemeinden Billinghausen, Ehrentrup, Hagen, Hardissen, Hedderhagen, Heiden, Heßloh, Hörste, Müssen, Ohrsen, Pottenhausen, Waddenhausen und Wissentrup sowie der Gemeinde Kachtenhausen (Kreis Lemgo) zur neuen Stadt Lage im Kreis Detmold; Eingliederung von Grundstücken der Gemeinde Kachtenhausen in die Stadt Oerlinghausen |
| § 2           | Zusammenschluss der Stadt Detmold, der zum Amt Detmold-Land gehörenden Gemeinden Barkhausen, Brokhausen, Dehlentrup, Hakedahl, Jerxen-Orbke, Leistrup-Meiersfeld, Mosebeck, Niederschönhagen, Oberschönhagen, Oettern-Bremke, Remmighausen, Schönemark, Spork-Eichholz, Vahlhausen bei Detmold, der Gemeinden Bentrup, Berlebeck, Heidenoldendorf, Heiligenkirchen, Hiddesen, Hornoldendorf, Nienhagen, Niewald, Pivitsheide V. H., Pivitsheide V. L. sowie der Gemeinde Loßbruch (Kreis Lemgo) zur amtsfreien Stadt Detmold im Kreis Detmold; Eingliederung von Grundstücken der Gemeinde Cappel; Auflösung des Amtes Detmold-Land |
| § 3           | Zusammenschluss der Stadt Blomberg und der Gemeinden Altendonop, Borkhausen, Brüntrup, Cappel, Dalborn, Donop, Eschenbruch, Großenmarpe, Herrentrup, Höntrup, Istrup, Kleinenmarpe, Maspe, Mossenberg-Wöhren, Reelkirchen, Siebenhöfen, Tintrup und Wellentrup zur neuen Stadt Blomberg; Eingliederung von Grundstücken aus der Gemeinde Belle |
| § 4           | Zusammenschluss der Gemeinden Schlangen, Kohlstädt und Oesterholz-Haustenbeck zur neuen Gemeinde Schlangen |
| § 5           | Zusammenschluss der Stadt Horn und der Gemeinden Belle, Bellenberg, Billerbeck, Fromhausen, Heesten, Holzhausen-Externsteine, Leopoldstal, Bad Meinberg, Schmedissen (Amt Detmold-Land), Vahlhausen bei Horn, Veldrom und Wehren sowie der Gemeinde Kempenfeldrom (Amt Steinheim, Kreis Höxter) zur neuen amtsfreien Stadt Bad Meinberg-Horn im Kreis Detmold; Eingliederung von Grundstücken aus den Gemeinden Oberschönhagen und Schönemark |
| § 6           | Zusammenschluss der Gemeinden Schieder, Brakelsiek, Lothe, Ruensiek, der Stadt Schwalenberg, der Gemeinden Siekholz und Wöbbel zur neuen Stadt Schieder-Schwalenberg; Eingliederung von Grundstücken aus der Stadt Blomberg |
| § 7           | Zusammenschluss der Stadt Lügde (Amt Lügde, Kreis Höxter), der Gemeinde Harzberg (Amt Lügde, Kreis Höxter) und der Gemeinden Elbrinxen, Falkenhagen, Hummersen, Köterberg, Niese, Rischenau, Sabbenhausen und Wörderfeld zur neuen amtsfreien Stadt Lügde im Kreis Detmold; Auflösung des Amtes Lügde |
| § 8           | Eingliederung der Gemeinden Hörstmar und Trophagen und von Grundstücken der Gemeinde Bentrup (Kreis Detmold) die Stadt Lemgo (Kreis Lemgo) |
| § 9           | Eingliederung von Teilen der Gemeinden Hörste und Pivitsheide V.L. in die Gemeinde Augustdorf |
| II. Abschnitt | Schlussvorschriften |
| § 10          | Bestätigungen und Abänderungen von einzelnen Gebietsänderungsverträgen zwischen Gemeinden und von Bestimmungen des Oberkreisdirektors des Kreises Detmold über Einzelheiten zur Bildung von Gemeinden |
| § 11          | Bestimmungen zu Personalvertretungen und Personalkommissionen |
| § 12          | Auflösung der Amtsbezirke der Amtmänner in Detmold und Blomberg |
| § 13          | Zuordnung zu Amtsgerichten: - Auflösung des Amtsgerichts Horn - Blomberg, Lügde, Schieder-Schwalenberg zum Amtsgericht Blomberg - Detmold, Bad Meinberg-Horn und Schlangen zum Amtsgericht Detmold - Lage zum Amtsgericht Lage - Bestimmung des Landgerichtsbezirk Detmold: Amtsgericht Blomberg, Amtsgericht Detmold, Amtsgericht Lage, Amtsgericht Lemgo, Amtsgericht Oerlinghausen, Amtsgericht Bad Salzuflen |
| § 13a         | Auflösung des Rates der Stadt Lemgo |
| § 14          | Inkrafttreten |
|               | Anlagen |